# لورنزو پالومو
لورنزو پالومو (انگلیسی: Lorenzo Palomo; ۱۰ مارس ۱۹۳۸ – ۱۳ آوریل ۲۰۲۴) آهنگساز، رهبر ارکستر، و نوازنده پیانو اهل اسپانیا بود.